# Діана Дісней Міллер
Діана Марі Дісней Міллер (18 грудня 1933 — 19 листопада 2013) найстарша та єдина біологічна дочка американського аніматора і кінопродюсера Волта Діснея та його дружини Ліліан Дісней. Разом із родиною вона заснувала Сімейний музей Волта Діснея та очолювала раду директорів Фонду сім'ї Волта Діснея. Музей, відкритий у 2009 році, має на меті заохочення творчості та інновацій, а також вивчення і святкування життя Волта Діснея.

## Спадщина Діснея

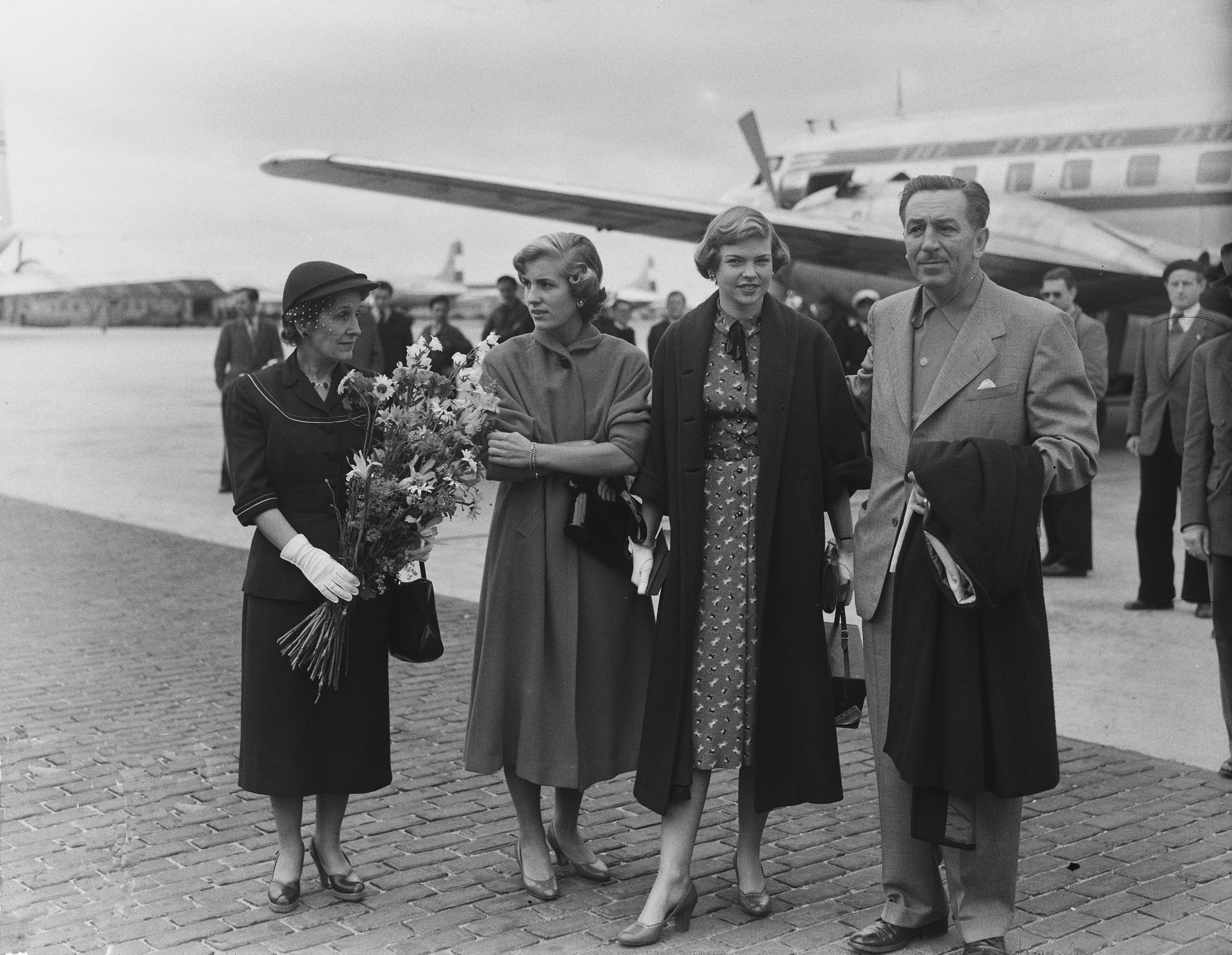
Сім'я Дісней (1951)

Міллер була меценатом мистецтв, довічним ентузіастом класичної музики та щедрим філантропом.
У 1956 році вона опублікувала серію з восьми п'єс для журналу «Saturday Evening Post» під назвою «Мій тато, Волт Дісней», написану у співавторстві з Пітом Мартіном. У 1957 році Діана випустила книгу «Історія Волта Діснея». Після того, як її чоловіка Рона Міллера було звільнено з посади виконавчого директора компанії «Walt Disney Productions» у 1984 році, Діана зменшила свою участь у діяльності компанії. В інтерв'ю 2005 року Діана згадала, що вони з її сестрою Шарон жили звичайним життям, оскільки їхні батьки були дуже дбайливими, турботливими та люблячими.
Діана Дісней Міллер відіграла ключову роль у розвитку «Концертного залу імені Волта Діснея», розташованого в центрі Лос-Анджелеса. Ініціатива щодо проєкту виникла в 1988 році завдяки подарунку від її матері на суму 50 мільйонів доларів, проте реалізація затрималася через обговорення витрат. Вона була відданою прихильницею архітектора Френка Гері, який став дизайнером залу. Остаточне відкриття відбулося у 2003 році.
Присвятивши своє раннє життя вихованню семи дітей, Міллер згодом почала документувати життя та досягнення свого батька, який, на її думку, став об'єктом малодосліджених біографій і чуток. Вона була стурбована тим, що його ім'я стало більше символом, ніж справжнім посиланням на особистість. У 2001 році «Фонд Сім'ї Волта Діснея» випустив документальний фільм «Людина за міфом», в якому Волт Дісней дає інтерв'ю своїм колегам, одноліткам і родині. У 2009 році Діана стала співзасновницею «Сімейного музею Волта Діснея» разом із сином Волтером Еліасом Діснеєм Міллером, який також був продюсером фільму. Під час її смерті Дісней очолював раду директорів Фонду сім'ї Волта Діснея — неприбуткової організації, що володіє та управляє «Сімейним музеєм Волта Діснея», розташованим у Президіо в Сан-Франциско.
У 2015 році була вручена перша «Премія Діани Дісней Міллер за довічні досягнення» (англ. Diane Disney Miller Lifetime Achievement Award) на честь засновниці музею. Ця нагорода покликана відзначити осіб, які зробили значний внесок у мистецтво, освіту, залучення громад або технологічні досягнення.

### Лауреати
- 2015 рік — Річард Шерман[en][14]
- 2016 рік — Марті Скляр[en][15]
- 2017 рік — Джон Лассетер[13]

## Особисте життя
Діана Діснея Міллер народилася у Лос-Анджелесі 18 грудня 1933 року. Спочатку вона навчалася в гімназії Лос-Феліза, а згодом перейшла до школи «Непорочне серце» у Лос-Анджелесі, де здобула освіту в середній та старшій школі. Після цього Діана продовжила вивчення англійської мови в Університеті Південної Каліфорнії.
Коли Діані виповнилося 20 років, вона зустріла 21-річного студента Університету Південної Каліфорнії Рона Міллера, який був гравцем футбольної команди «USC Trojans». Їхня зустріч відбулася на побаченні наосліп після гри між Каліфорнійським університетом і USC. 9 травня 1954 року вони одружилися на скромній церемонії в церкві в Санта-Барбарі.
Після цього Рон служив в армії, грав у професійний футбол, а згодом, під впливом Волта, почав працювати в студії «Волта Діснея», де пройшов шлях від режисури та виробництва до посади президента та генерального директора компанії.
Протягом цього періоду Діана разом із матір'ю Ліліан відвідала долину Напа, де вони оглянули кілька виноробних підприємств. Ця подорож надихнула Міллер на ідею створення власного виноградника з можливістю виробництва вина.
У 1976 році сім'я придбала велику ділянку вздовж траси Сільверадо в районі Стагс-Ліп. Вони висадили Каберне Совіньйон і Шардоне та розпочали виробництво вина в 1981 році. Виноробний завод розширився завдяки винограду, вирощеному на власних плантаціях, а Діана сприяла створенню затишного домашнього середовища, перетворюючи бізнес на сімейну справу.
У пари було семеро дітей: Крістофер (нар. 1954), Джоанна (нар. 1956), Тамара (нар. 1957), Дженніфер (пізніше Міллер-Гофф; нар. 1960), Волтер (нар. 1961), Рональд (нар. 1963) та Патрік (нар. 1967).
Після того, як його діти виросли, Рон залишив компанію та розважальну індустрію в 1984 році. Разом із Діаною він продовжив розвивати відомий виноробний завод Silverado у Напі, який став їхнім домом.
У 1988 році Ліліан Дісней, мати Діани, оголосила про намір внести 50 мільйонів доларів на будівництво Концертного залу в центрі Лос-Анджелеса, який Діана підтримувала протягом усього свого життя. Понад 70 архітектурних фірм подали свої пропозиції головному архітектору Френку Гері. До 1996 року проєкт був майже згорнутий, але Діана переконала Гері продовжити роботу, незважаючи на проблеми з управлінням та розбіжності в дизайні, які викликали бажання чиновників округу Лос-Анджелеса скасувати проект. Спочатку вартість будівництва планувалася на рівні 10 мільйонів доларів у 1997 році. Діана уклала угоду з фондом сім'ї Волта Діснея про внесення близько 25 мільйонів доларів, щоб забезпечити подальше управління проєктом Гері. В результаті зал відкрив свої двері у 2003 році, а загальна вартість будівництва склала 247 мільйонів доларів. Хоча Ліліан Дісней не дожила до відкриття (вона померла в 1997 році), Діана продовжувала підтримувати цей проєкт.

## Смерть і відданість справі
Діана Дісней Міллер померла 19 листопада 2013 року у віці 79 років через ускладнення, що виникли після падіння. Її поховали на лісовій галявині Меморіального парку Глендейл, де також спочиває прах її батька. У Діани залишилося семеро дітей, тринадцять онуків і правнучка.
Фільм «Порятунок містера Бенкса» був присвячений її пам'яті, оскільки Дісней Міллер померла незадовго до його театрального релізу.
Рон та Діана Дісней Міллер отримали особливу подяку в анімаційному фільмі «Думками навиворіт».